# 林蕴
林蕴，字复梦。福建莆田人。唐朝官员。
西川节度使韦皋辟为推官。806年，刘辟谋反后，林蕴不从被关押，后斥为唐昌县尉。刘辟败后，林蕴迁礼部员外郎，出为邵州刺史。复坐赃，流放儋州而卒。